# Conceição (Covilhã)
Conceição ist ein Ort und eine ehemalige Gemeinde (Freguesia) im portugiesischen Kreis Covilhã. Die Gemeinde hatte 7162 Einwohner (Stand 30. Juni 2011).
Am 29. September 2013 wurden die Gemeinden Covilhã (Conceição), Covilhã (Santa Maria), Covilhã (São Martinho), Covilhã (São Pedro) und Canhoso zur neuen Gemeinde União das Freguesias de Covilhã e Canhoso zusammengeschlossen. Covilhã (Conceição) ist Sitz dieser neu gebildeten Gemeinde.